# Zordon
Zordon est un personnage de fiction de la franchise Power Rangers. Il est apparu pour la première fois dans la série Power Rangers : Mighty Morphin où il est incarné par David Fielding et doublé en anglais par Robert L. Manahan. Dans le reboot cinématographique Power Rangers (2017), le rôle est repris par Bryan Cranston.

## Biographie fictive

### Power Rangers: Mighty Morphin
Il y a 10 000 ans, Zordon affronte sa « nemesis » Rita Repulsa sur Terre. Au terme du combat, Zordon est bloqué dans une boucle temporelle alors que Rita est enfermée profondément sur la Lune. Avec l'aide de son robot assistant Alpha 5, Zordon crée un Centre de Commande aux abords de la ville d'Angel Grove en Californie. Zordon y demeure dans une tube en verre transparent. Lorsque Rita Repulsa est accidentellement libérée, Zordon recrute cinq lycéens d'Angel Grove (Jason Lee Scott, Zack Taylor, Kimberly Hart, Trini Kwan et Billy Cranston) pour former les Power Rangers. Il leur donne des transmutateurs qui leur offrent leurs armures ainsi que leurs Zords, des robots métalliques inspirés d'animaux préhistoriques,,.
Zordon et des Rangers croisent ensuite la route de Tommy Oliver, un nouvel élève à Angel Grove. Tommy est accueilli par les Rangers. Mais Rita prend possession de l'esprit de Tommy et le transforme en un être maléfique, le Ranger vert. Il affronte alors les Rangers. Finalement, Tommy parviendra à se libérer de l'emprise de Rita et conserve ses pouvoirs du Ranger vert et est même intégré aux autres Rangers.
Alors qu'il avait perdu ses pouvoirs de Ranger vert, Tommy revient en tant que Ranger blanc, dont l'armure est construite en secret par Zordon et Alpha 5, et devient le nouveau leader des Rangers.
Plus tard, Jason, Trini et Zack sont choisis pour être ambassadeurs de paix à une conférence en Suisse. Zordon choisit alors respectivement  Rocky DeSantos, Aisha Campbell et Adam Park pour les remplacer au sein des Rangers.

### Power Rangers, le film
Le seigneur Zedd et Rita Repulsa libèrent Ivan Ooze. Ce dernier détruit le Centre de Commande ainsi que le tube d'énergie de Zordon, ce qui le laisse à l'agonie. Les Rangers se rendent alors sur Phaedos pour retrouver leurs pouvoirs et trouver un moyen de ressusciter Zordon. Ils parviendront finalement à vaincre Ivan Ooze, à ramener Zordon à la vie et à reconstruire le Centre de commande.

### Power Rangers: Zeo
Le Centre de commande est détruit par Goldar et Rito Revolto, le frère de Rita Repulsa. Les Power Rangers n'existent plus... jusqu'à ce qu'ils trouvent le cristal Zeo dans les décombres du centre de commande. Tout est reconstruit grâce aux pouvoirs de Zordon, qui utilise le cristal Zeo pour donner des pouvoirs à cinq des six Rangers déchus, six Rangers pour cinq places seulement. Billy Cranston, l'ancien Ranger bleu, décide de ne plus être un Ranger et de rester au centre de commande afin d'aider Zordon et Alpha à créer les Zords et développer les pouvoirs des Power Rangers Zeo. Parallèlement, Aisha laisse sa place à Tanya Sloan, nouvelle arrivée. Billy, Zordon et Alpha travaillent à la création des Zeo Zords, qui peuvent se rassembler pour former le Zeo Megazord.

### Power Rangers: Turbo
Divatox, une femme pirate d'une lointaine galaxie, se dirige vers la Terre dans l’optique de faire payer aux Power Rangers Turbo l’échec de son mariage. Zordon et Alpha découvrent qu’un trou noir s’est formé dans l’espace. Ce trou noir est un passage qui offre à Zordon la possibilité d'enfin rentrer sur sa planète natale, Eltar. Il demande de l'aide à Lerigot pour réussir ce voyage. Malgré des attaques de Divatox, Zordon parvient malgré tout à s'y rendre, accompagné d’Alpha 5, après avoir fait ses adieux aux Rangers. Avant son départ, Zordon s'est assuré d’être bien remplacé : il a confié à Dimitria, une femme médium, et à Alpha 6 le soin d’assister les Rangers dans leur lutte contre Divatox. Zordon reviendra cependant faire un bref passage sur Terre pour assister à la passation de pouvoir entre Tommy, Adam, Tanya et Kat au profit de T. J., Carlos, Cassie et Ashley.
Quelque temps plus tard, la planète Eltar est attaquée par Dark Specter. Zordon demande alors à Dimitria et au Centurion bleu de lui venir en aide. Mais il est finalement capturé par le monarque du Mal.

### Power Rangers: Dans l'espace
Zordon n’est pas étranger à la formation de l’équipe des Rangers dans l'espace. En effet, alors que la navette des anciens Turbo Ranger voyage dans le vide spatial, elle est attirée dans le hangar du Megaship. Alpha comprend peu de temps après qu’il est possible avec ces deux appareils de former l’Astro Megazord, affirmant qu’il s’agit là d’un plan envisagé par Zordon.
Dark Specter capture Zordon et projette de le détruire pour anéantir ses pouvoirs. Pour cela il injecte de la lave en fusion à l’intérieur du tube d’énergie de Zordon. Le processus se révèle extrêmement long : environ un an après sa capture, il n’est toujours pas rempli ! Zordon étant activement recherché par les Rangers de l’Espace et le Ranger Fantôme, Divatox a pour mission de surveiller et de déplacer régulièrement à travers l’univers le tube d’énergie de l’intéressé. L’un de ses transferts était sur le point d’être compromis par Ranger Fantôme, mais Astronema par son intervention fait capoter la seule véritable occasion qui se présente aux Rangers de libérer leur mentor.
Lorsque Dark Specter ordonne aux membres de l’Alliance du Mal d’attaquer simultanément tous l’univers, Zordon est transféré à bord de la Forteresse Noire. Là il tente de raisonner Astronema en l’appelant par son véritable nom : Karone. Lorsque Dark Specter est tué par Darkonda, Zordon parvient presque à raisonner Astronema, mais le dispositif qu’elle porte anéantit les efforts de Zordon, dont le tube d’énergie s’est vidé de sa lave à la mort de Dark Specter. Lorsqu’ Andros s’introduit dans le vaisseau, il a la bonne surprise d’y trouver Zordon. Celui-ci lui demande de briser son tube : cela entraînera sa mort mais libérera l’énergie positive de ses pouvoirs et détruira les forces de l’alliance. Andros rejette cette idée, mais face aux attaques de sa sœur et d’Ecliptor, il se résout à briser le tube. La vague d'énergie de Zordon se répand alors à travers tout l’univers, permettant d’éviter la domination totale des forces du Mal. Pour autant Zordon n’est pas totalement mort, continuant de vivre à travers tous ceux qui défendent le Bien.

### Power Rangers Megaforce
Gosei dévoile que son mentor est Zordon.

### Version alternative

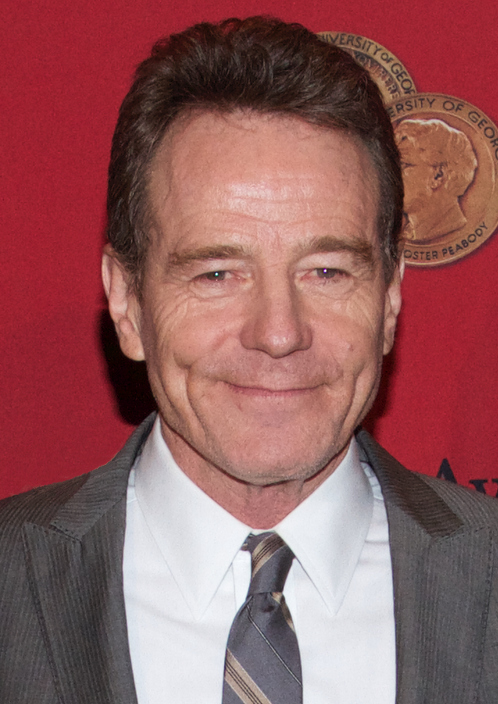
Bryan Cranston interprète le personnage dans le film de 2017

Dans le film de 2017, Zordon est le Ranger rouge préhistorique. Lui et les Power Rangers sont trahis par Rita Repulsa, le Ranger vert. Pour protéger les médaillons, il ordonne au robot Alpha 5 de tout détruire. Cette explosion tue Zordon et les dinosaures et enferme Rita au plus profond de l'océan. Des millénaires plus tard, cinq jeunes gens découvrent par hasard les médaillons dans une mine. Ils en prennent chacun un : rouge pour Jason, rose pour Kimberly, jaune pour Trini, bleu pour Billy et noir pour Zack. Cela les mène ensuite au cœur d'un immense vaisseau spatial. Il y font la connaissance d'Alpha 5 et surtout de Zordon, qui ne peut désormais apparaître seulement sur un écran holographique. Zordon apprend aux adolescents qu'ils ont été choisis pour reprendre le flambeau des Power Rangers. La menace plane sur la ville d'Angel Grove, depuis le retour de Rita Repulsa. Après un entrainement aussi long que laborieux, les jeunes gens parviennent à devenir des Power Rangers. Ils devront unir leurs forces pour vaincre Rita, qui cherche le cristal Zeo pour détruire la Terre alors que Zordon le veut pour redevenir un être physique. Le Ranger bleu Billy Cranston sera tué. Zordon se sacrifie et utilise le cristal Zeo pour le ramener à la vie, rendant ainsi impossible son retour physique.

## Interprètes
Sauf indication contraire, les informations mentionnées dans cette section peuvent être confirmées par la base de données cinématographiques IMDb,  présente dans la section « Liens externes ».
Dans Power Rangers : Mighty Morphin, Zordon est incarné par David Fielding mais doublé en anglais par Robert L. Manahan. Ce dernier lui prête également sa voix dans Power Rangers : Turbo, mais son « corps » est cette fois celui de Winston Richard. Dans Power Rangers : Dans l'espace, Ryûgo Saitô est le corps de Zordon et Robert L. Manahan est toujours sa voix
Dans la plupart des séries télévisées, il est doublé en français par Patrick Poivey, qui y double par ailleurs Tommy Oliver et Goldar.
Dans le film de 1995, Nicholas Bell incarne Zordon alors que Robert L. Manahan lui prête à nouveau sa voix. Il est à nouveau doublé en français par Patrick Poivey.
Dans le film de 2017, Bryan Cranston incarne Zordon vocalement et en capture de mouvement. Il est doublé en français par Jean-Louis Faure, doubleur régulier de Bryan Cranston.